# Giovanna Ralli
Giovanna Ralli (ur. 2 stycznia 1935 w Rzymie) – włoska aktorka filmowa i teatralna.
W filmie debiutowała już jako kilkuletnia dziewczynka. Pierwsze ważne aktorskie kreacje stworzyła na początku lat 50. Zagrała główne role w filmach: Noc nad Rzymem (1960; reż. Roberto Rossellini), Generał della Rovere (1959; reż. Roberto Rossellini), Zakonnica z Monzy (1962; reż. Carmine Gallone). Wystąpiła również w spaghetti westernie Sergio Corbucciego Zawodowiec (1968) u boku Franco Nero i Jacka Palance'a. W 2015 ogłosiła przejście na emeryturę.  
W 2003 prezydent Carlo Azeglio Ciampi odznaczył aktorkę Orderem Zasługi Republiki Włoskiej.

## Wybrana filmografia
- Dzieci patrzą na nas (1944) jako dziewczynka w parku
- Światła variété (1952)
- Madame du Barry (1954) jako Cadette
- Trzej złodzieje (1954) jako Marietta Rossi
- Rzymskie opowieści (1955) jako Marcella
- Huzarzy (1955) jako Cosima
- Bohater naszych czasów (1955) jako Marcella
- Bigamista (1956) jako Valeria Masetti
- Najpiękniejszy moment (1957) jako Luisa Morelli
- Złodzieje (1959) jako Maddalena Scognamiglio, żona Vincenzo
- Generał della Rovere (1959) jako Valeria
- Noc nad Rzymem (1960) jako Esperia Belli
- Viva L’Italia! (1961) jako Rosa
- Zakonnica z Monzy (1962) jako Virginia de Leyva
- Porozmawiajmy o kobietach (1964) jako prostytutka
- Co robiłeś na wojnie, tatku? (1966) jako Gina Romano
- Zawodowiec (1968) jako Columba
- Śmiertelny upadek (1968) jako Fé Moreau
- Działa Cordoby (1970) jako Leonora Cristobal
- Tacy byliśmy zakochani (1974) jako Elide Catenacci, córka Romolo
- Pod wieczór (1990) jako Pina
- Niedojrzali (2011) jako Iole, matka Lorenzo
- Niedojrzali: Podróż (2012) jako Iole, matka Lorenzo
- Złoty chłopak (2014) jako matka Davide
- Marcel! (2022) jako babcia